# Star (yaen front 4 men feat.sakiの曲)
「star」（スター）は、日本の歌手グループ、野猿の10枚目のシングル。2001年1月24日発売。

## 解説
- フジテレビ系『とんねるずのみなさんのおかげでした』エンディングテーマ。明治生命（現明治安田生命）「ライフアカウントL.A.」CMソング。
- 野猿から石橋・木梨・平山・神波のボーカルチーム4人に、女猿の小林紗貴をメインボーカルとして迎えた「yaen  front 4 men feat.saki」名義での作品。

## 収録曲
1. star
作詞：秋元康、作曲・編曲：後藤次利
ベストアルバム『撤収』に収録
2. wanna be
作詞：秋元康、作曲・編曲：後藤次利
3. dear
作詞：小林紗貴・新堂敦士、作曲・編曲：後藤次利
平山と小林によるデュエットソング
4. star -Original Karaoke-
5. wanna be -Original Karaoke-
6. dear-Original Karaoke-